# SWIN
SWIN（意为Super idol Winner）成员从中韩联合打造的第一、二季《星动亚洲》养成类真人秀节目选拔而出，是上海依海影视文化传播有限公司（母公司：海尧控股）于2016年10月18日推出的10人男子流行演唱团体，分成SWIN-S音乐小分队和SWIN-E影视小分队。SWIN-S包括刘也、趙品霖、俞更寅、蔡徐坤、何屹繁、吾木提·吐尔逊6名成员，SWIN-E包括左其鉑、朱雲龍、田書臣、苟晨浩宇4名成员。粉丝名为Sugar。
2016年10月18日，SWIN以SWIN-S和SWIN-E两队正式出道；11月3日，SWIN-S发行首支MV《New World》；12月，SWIN-S发行首张迷你专辑《New World》。
2017年初，成员蔡徐坤因不公平的合约纠纷以及个人原因退出该组合，该组合随后决定把S队和E队的成员合并成为9人形式的组合进行活动，不会再分组。隨後，部分成員也陸陸續續退出組合。現在該組合以5人的形式活動。

2018年1月，田书臣和刘也参加優酷的街舞選拔類真人秀《这！就是街舞》。前SWIN-S成員 蔡徐坤參加愛奇藝《偶像練習生》，在初次評級獲得全場首個A等級，最終獲得最高票數47,640,887票成為節目首名，於2018年4月6日以一年半限定團體NINE PERCENT之隊長及C位身份出道。3月，劉也、趙品霖參加愛奇藝《心動的味道·廚語》。10月，左其鉑參加了中國夢之聲·下一站傳奇。11月，前成員吾木提前往韩國參加UNDER NINETEEN。
2019年，1月，趙品霖、田書臣、苟晨浩宇、朱雲龍及前成員何屹繁參加優酷《以團之名》。最終苟晨浩宇以新風暴成員出道，趙品霖、田書臣以Black ACE成員出道。4月，劉也參加騰訊《創造營2019》在首次評級獲得A，最終獲得7,974,641票以第八名的成績出線，於2019年6月8日以兩年限定團體R1SE成員出道。
2020年，左其鉑參加優酷《少年之名》。
2021年，前成員俞更寅、何屹繁參加騰訊《創造營2021》。
2023年，前成员吾木提参加《Boys Planet》

## 经历
2015年，SWIN成员参加养成类真人秀节目《星动亚洲》，最终晋级全国总决赛前15强。随后一年半的时间，SWIN成员开始接受在声乐、舞蹈、表演、时尚等领域的训练。
2016年10月8日，组合SWIN，其中音乐小分队SWIN-S由刘也、赵品霖、俞更寅、蔡徐坤、何屹繁、吾木提6人组成，影视小分队SWIN-E的成员则将在10月18日SWIN出道发布会上正式公布。
　　官方消息同时還透露， SWIN-S的六名成员确定将出席10月14日在上海东方体育中心举办的时尚音乐活动，除献上开场舞表演外，还会有走秀环节。
　　新成军的SWIN-S在新生力量中的潜力和实力，及其中韩两国顶级培训的背景，期冀SWIN-S能够为此次活动注入新鲜和具有活力的血液，用劲歌热舞点燃舞台。自成军之始，SWIN-S便宣稱只以实力拼胜负，打造属于中国的充满创造力的正能量音乐。
同年同日，SWIN-E表示作为影视组合，由4成员组成。成员们表示这是一个挑战，但也享受挑战。做歌手是在做自己，但做演员可以尝试不同的人生，是一次非常好的体验。 现场也同 S  队成员们表演新歌《NEW WORLD》。谈及新歌《NEW WORLD》，SWIN-E成员们表示这首新歌寓意如何创造一个新世界。'母队成员蔡徐坤表示：“这次新歌准备了很久，粉丝也等了很久，经过长时间训练，希望让大家看到最好的我们。”谈到与其他男团的最大区别与优势，成员们谦虚表示最重要的是做好自己，会向前辈们学习，也希望把最真实的一面带给大家。现场SWIN-E还表演了新歌《NEW WORLD》，让粉丝们大饱眼福。现场还播放了SWIN-E“毕业影片-《正青春》”。队长左其铂表示：“正青春是一个正能量的词，遇到挫折问题不大，最终四人合力克服困难也是一种青春的表现。”

## 演艺经历
2016年10月14日，SWIN-S成员受邀出席在上海举办的世界音乐时尚盛典Fashion Rocks，担任开场表演嘉宾，并献出舞台首秀。10月18日，SWIN（SuperIdolWinner）在上海举办了毕业典礼暨媒体见面会，宣布正式出道；组合分为音乐小分队SWIN-S和影视小分队SWIN-E，其中SWIN-S包括刘也、赵品霖、俞更寅、蔡徐坤、何屹繁、吾木提·吐尔逊6名成员，SWIN-E包括左其铂、朱云龙、田书臣、苟晨浩宇4名成员。
同年10月，SWIN-S发行组合首支单曲《NewWorld》，同名主打歌MV也于11月3日正式播出，11月，SWIN成员作为固定嘉宾参加安徽卫视美食分享类节目《心动的味道》。12月20日，SWIN-S发行首张迷你专辑《NewWorld》，收录了包括专辑同名主打歌曲《NewWorld》、初恋情歌《只因你太美》、励志歌曲《明日路》等在内的5首曲目。

2017年1月1日，SWIN作为受邀嘉宾出席了由安徽卫视主办的国剧盛典颁奖典礼，演唱了《当》、《爱的供养》、《那么骄傲》、《红日》等9首影视歌曲。
2017年7月17日，SWIN發行首張合體EP《EP1》，收錄了《發光的星體》、《告别少年》及《和你去海邊》等歌曲。
2018年1月9日，SWIN發行第二張合體EP《EP2》，收錄了《BFGF》、《我敢》及《不解释》等歌曲。

## 音乐作品

### 专辑
| 发行日期       | 专辑名称  |
| -------------- | --------- |
| 2016年12月20日 | New World |
| 2017年7月17日  | EP1       |
| 2018年1月9日   | EP2       |

## 影视作品

### 综艺节目
| 年份   | 名称            | 播出平台 | 备注 |
| ------ | --------------- | -------- | ---- |
| 2016年 | 《心动的味道》  | 安徽卫视 |      |
| 2018年 | 《心动的味道2》 | 爱奇艺   |      |

## 成員列表
| 本名          | 出生日期 籍貫          | S队 | E队 |
| 左其铂        | 1992年1月19日 四川     |     |     |
| 刘也          | 1993年11月15日 吉林    |     |     |
| 朱云龙        | 1992年4月13日 · 新加坡 |     |     |
| 苟晨浩宇      | 1994年4月27日 四川     |     |     |
| 赵品霖        | 1994年6月29日 浙江     |     |     |
| 田书臣        | 1994年10月26日 辽宁    |     |     |
| 俞更寅        | 1996年4月28日 广东     |     |     |
| 蔡徐坤        | 1998年8月2日 浙江      |     |     |
| 何屹繁        | 1998年8月22日 四川     |     |     |
| 吾木提·吐尔逊 | 1999年7月7日 新疆      |     |     |

## 社会活动
2014年5月25日，组合成员左其铂出席了在北京举办的“爱心手拉手”全国青少年公益展演。